# Bandung
För andra betydelser, se Bandung (olika betydelser).
Bandung (äldre svenskt namn Bandoeng) är en stad på västra Java i Indonesien. Den är administrativ huvudort för provinsen Jawa Barat och är en av landets största städer, med cirka 2,5 miljoner invånare. Storstadsområdet kallas Cekungan Bandung och hade cirka 8 miljoner invånare vid folkräkningen 2010, inklusive grannstaden Cimahi och områden i några omgivande regentskap.
Den 18–24 april 1955 hölls här Bandungkonferensen, en afroasiatisk, diplomatisk konferens med stor betydelse för tillkomsten av Alliansfria rörelsen (Non-Aligned Movement).
Staden anlades 1811 av Nederländerna. 1916 flyttades det Nederländska Ostindiens försvarsdepartement från Batavia till Bandung. En teknisk högskola inrättades 1920.
Från Bandung kommer bland andra konstnären Christine Ay Tjoe.

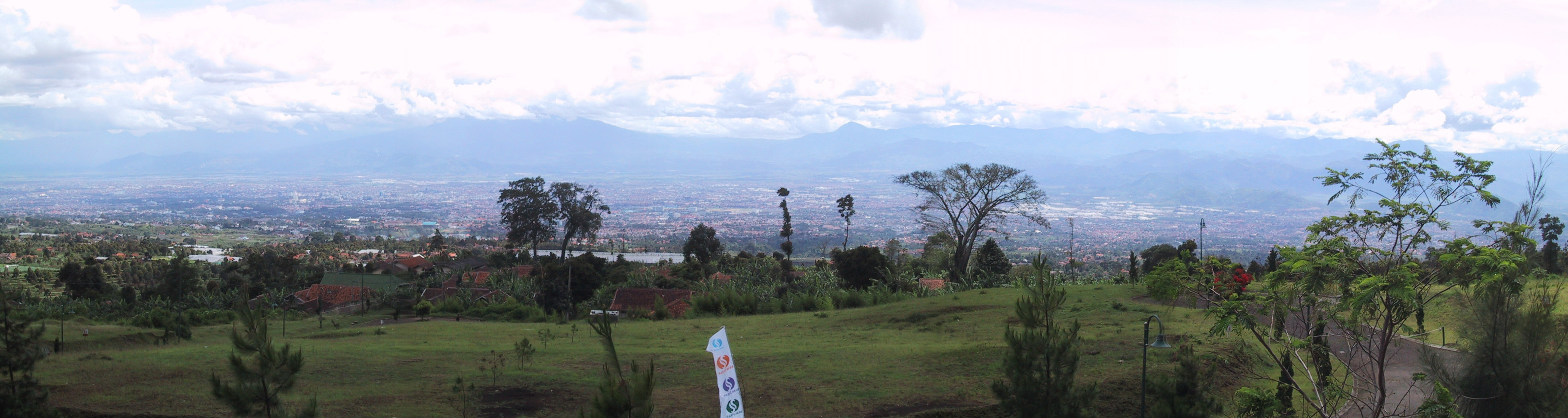
Vy över Bandung från norr.